# Barbus eurystomus
Barbus eurystomus är en fiskart som beskrevs av Keilhack, 1908. Barbus eurystomus ingår i släktet Barbus och familjen karpfiskar. Inga underarter finns listade.